# خط آبی (متروی استکهلم)

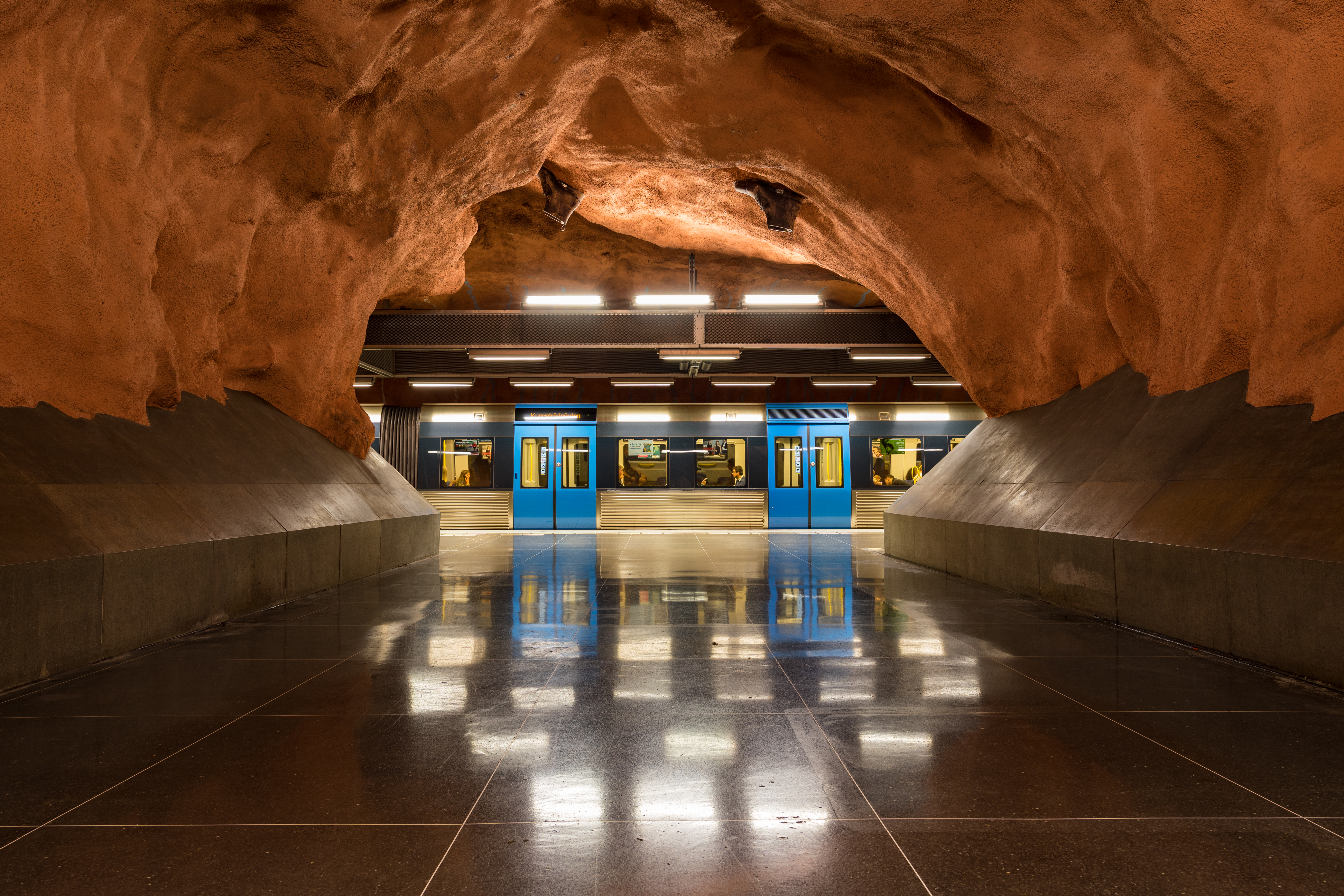
ایستگاه متروی دادگستری، یکی از ایستگاه‌های خط آبی متروی اسُتکهُلم است.

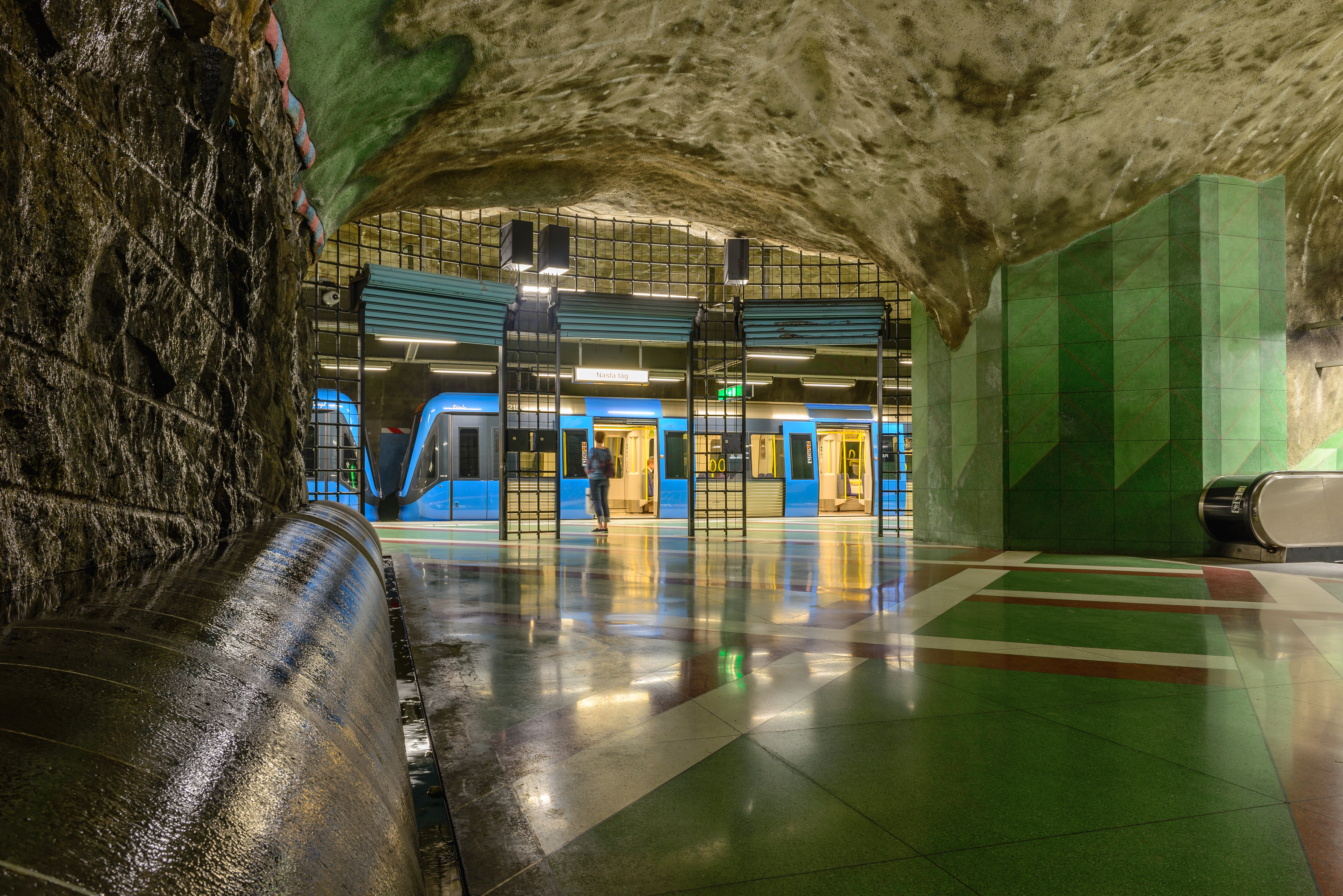
ایستگاه متروی کونستگاردن، یکی از ایستگاه‌های خط آبی متروی اسُتکهُلم است.

خط آبی (به سوئدی: Blå linjen) که با نام رسمی خط ۳ (به سوئدی: Tube 3) نیز نامیده می‌شود، یکی از سه خط اصلی متروی استکهلم است. طول خط آبی ۲۵.۵ کیلومتر است، این خط از ایستگاه کونستگاردن آغاز می‌شود از طریق تی-سنترال به ایستگاه وسترا اسکوگن وصل می‌شود و سپس از این ایستگاه دو شاخه می‌شود و تحت  خط ۱۰ و ۱۱ ادامه می‌یابد.
در دهه‌های ۶۰ و ۷۰ میلادی، سنگ‌های داخل راه‌روهای خط آبی اسُتکهُلم با استفاده از افشانه، با لایه‌هایی از بتن پوشانده شدند که حالتی شبیه «غار» به فضاها داده است. این دکورها ترکیبی از عناصر طبیعی و مصنوعی‌اند.